# スリーサイズ
スリーサイズ（和製英語：Three sizes）は、バスト（女性の場合）またはチェスト（男性の場合）・ウエスト・ヒップの寸法を指す俗称。英語は「Bust or chest/waist/hip measurements」、話し言葉は「vital statistics」、「寸法」の意で「size」の用法も見られる。日本語訳は「女体三位寸法」。
性別無く用いる語句だが、おもに女性について用例が大半である。

## 概要
全身体型の表現は幾多の指標を要するが、スリーサイズは体型的魅力の直感的把握を容易にする。
乳房の「ブラサイズ」はトップバストとアンダーバストから算出され、スリーサイズにアンダーバストは含まない。

## 雑記
- 女性は初経の1年前後に急激に体型が変化し[1][2]、初経の1年後以降にバストは丸みを帯びて底面も円に近くなり、ウェストがくびれ、ヒップから殿溝にかけてボリュームが増す。
- スリーサイズに身長などの要素を加えて計算した「プロポーション指数」や「プロポーションインデックス (PI) 値」など体格指数が優れると男性に対する性的魅力が高いと巷間され、「グラマー」や「トランジスタグラマー」などと称する。華奢な体型は「スレンダー」と称し、体格指数に優れたスレンダーで脚長な体型はファッションモデル向きの「モデル体型」と巷間俗称されるが、乳房が大きい場合は和装で胸元が崩れ易い。
- バストやヒップが大きくウェストが小さい体型を「ボンキュッボン」[3]とする俗称が巷間見られる。